# BRDC International Trophy
BRDC International Trophy – wyścig samochodowy, odbywający się od 1949 roku (nie rozegrano go jedynie w 1991 roku).
Wyścig odbywa się na torze Silverstone Circuit w hrabstwie Northamptonshire. Przez lata startowały tu samochody różnych klas wyścigowych, począwszy od Formuły 1 przez Formułę 2, Formułę 3000, po wyścigi Historycznej Formuły 1.

## Zwycięzcy
2005- Historyczna Formuła 1
| Rok  | Zwycięzca      | Konstruktor       | Wyniki |
| ---- | -------------- | ----------------- | ------ |
| 2012 | Bill Coombs    | Tyrrell-Cosworth  | Wyniki |
| 2008 | Peter Sowerby  | Williams-Cosworth | Wyniki |
| 2007 | Peter Dunn     | March-Cosworth    | Wyniki |
| 2006 | Manfredo Rossi | Brabham-Repco     | Wyniki |
| 2005 | Duncan Dayton  | Williams-Cosworth | Wyniki |

### 1985-2004:Formuła 3000
| Rok  | Zwycięzca                               | Konstruktor                             | Wyniki                                  |
| ---- | --------------------------------------- | --------------------------------------- | --------------------------------------- |
| 2004 | Vitantonio Liuzzi                       | Lola-Zytek Judd                         | Wyniki                                  |
| 2003 | Björn Wirdheim                          | Lola-Zytek Judd                         | Wyniki                                  |
| 2002 | Tomáš Enge                              | Lola-Zytek Judd                         | Wyniki                                  |
| 2001 | Sébastien Bourdais                      | Lola-Zytek                              | Wyniki                                  |
| 2000 | Mark Webber                             | Lola-Zytek                              | Wyniki                                  |
| 1999 | Nicolas Minassian                       | Lola-Zytek                              | Wyniki                                  |
| 1998 | Juan Pablo Montoya                      | Lola-Zytek                              | Wyniki                                  |
| 1997 | Tom Kristensen                          | Lola-Zytek                              | Wyniki                                  |
| 1996 | Kenny Bräck                             | Lola-Zytek                              | Wyniki                                  |
| 1995 | Ricardo Rosset                          | Reynard-Cosworth                        | Wyniki                                  |
| 1994 | Franck Lagorce                          | Reynard-Cosworth                        | Wyniki                                  |
| 1993 | Gil de Ferran                           | Reynard-Cosworth                        | Wyniki                                  |
| 1992 | Jordi Gené                              | Reynard-Mugen Honda                     | Wyniki                                  |
| 1991 | Nie rozgrywano z powodu przebudowy toru | Nie rozgrywano z powodu przebudowy toru | Nie rozgrywano z powodu przebudowy toru |
| 1990 | Allan McNish                            | Lola-Mugen Honda                        | Wyniki                                  |
| 1989 | Thomas Danielsson                       | Reynard-Cosworth                        | Wyniki                                  |
| 1988 | Roberto Moreno                          | Reynard-Cosworth                        | Wyniki                                  |
| 1987 | Maurício Gugelmin                       | Ralt-Honda                              | Wyniki                                  |
| 1986 | Pascal Fabre                            | Lola-Cosworth                           | Wyniki                                  |
| 1985 | Mike Thackwell                          | Ralt-Cosworth                           | Wyniki                                  |

### 1977-1984:Europejska Formuła 2
| Rok  | Zwycięzca      | Konstruktor      | Wyniki |
| ---- | -------------- | ---------------- | ------ |
| 1984 | Mike Thackwell | Ralt-Mugen Honda | Wyniki |
| 1983 | Beppe Gabbiani | March-BMW        | Wyniki |
| 1982 | Stefan Bellof  | Maurer-BMW       | Wyniki |
| 1981 | Mike Thackwell | Ralt-Honda       | Wyniki |
| 1980 | Derek Warwick  | Toleman-Hart     | Wyniki |
| 1979 | Eddie Cheever  | Osella-BMW       | Wyniki |
| 1977 | René Arnoux    | Renault-Gordini  | Wyniki |

### 1949-1984:Formuła 1
| Rok  | Zwycięzca             | Konstruktor       | Wyniki |
| ---- | --------------------- | ----------------- | ------ |
| 1978 | Keke Rosberg          | Theodore-Cosworth | Wyniki |
| 1976 | James Hunt            | McLaren-Ford      | Wyniki |
| 1975 | Niki Lauda            | Ferrari           | Wyniki |
| 1974 | James Hunt            | Hesketh-Cosworth  | Wyniki |
| 1973 | Jackie Stewart        | Tyrrell-Ford      | Wyniki |
| 1972 | Emerson Fittipaldi    | Lotus-Ford        | Wyniki |
| 1971 | Graham Hill           | Brabham-Cosworth  | Wyniki |
| 1970 | Chris Amon            | March-Cosworth    | Wyniki |
| 1969 | Jack Brabham          | Brabham-Ford      | Wyniki |
| 1968 | Denny Hulme           | McLaren-Ford      | Wyniki |
| 1967 | Mike Parkes           | Ferrari           | Wyniki |
| 1966 | Jack Brabham          | Brabham-Repco     | Wyniki |
| 1965 | Jackie Stewart        | BRM               | Wyniki |
| 1964 | Jack Brabham          | Brabham-Climax    | Wyniki |
| 1963 | Jim Clark             | Lotus-Climax      | Wyniki |
| 1962 | Graham Hill           | BRM               | Wyniki |
| 1961 | Stirling Moss         | Cooper-Climax     | Wyniki |
| 1960 | Innes Ireland         | Lotus-Climax      | Wyniki |
| 1959 | Jack Brabham          | Cooper-Climax     | Wyniki |
| 1958 | Peter Collins         | Ferrari           | Wyniki |
| 1957 | Jean Behra            | BRM               | Wyniki |
| 1956 | Stirling Moss         | Vanwall           | Wyniki |
| 1955 | Peter Collins         | Maserati          | Wyniki |
| 1954 | José Froilán González | Ferrari           | Wyniki |
| 1953 | Mike Hawthorn         | Ferrari           | Wyniki |
| 1952 | Lance Macklin         | HWM-Alta          | Wyniki |
| 1951 | Reg Parnell           | Ferrari           | Wyniki |
| 1950 | Giuseppe Farina       | Alfa Romeo        | Wyniki |
| 1949 | Alberto Ascari        | Ferrari           | Wyniki |